# UC-27号潜艇
陛下之UC-27号艇是德意志帝国海军于第一次世界大战期间建造的其中一艘UC-II型近岸布雷潜艇或称U艇。它由汉堡的伏尔铿船厂承建，于1916年6月28日新船下水，至同年7月25日交付使用。其全长49.45米，水面及水下排水量分别为400吨和480吨，艇载武器则包括三具鱼雷发射管、六具水雷滑射槽以及一门88毫米口径甲板炮。UC-27号入役后曾先后被部署至波罗的海的库尔兰区舰队和地中海的普拉区舰队，并参与了地中海潜艇战。通过其十四次巡逻，共直接或间接击沉58艘协约国或中立国舰船，累计总吨位达76281吨。战后，根据对德停战协定的要求，UC-27号于1919年2月3日被引渡至英国哈维奇正式投降，后移交法国，至1921年7月在朗代诺拆解报废。

## 设计
1915年秋天，由于中立国美国的干预，U艇战几乎陷入停顿，导致德国广泛开展《国际法》所允许的水雷战，从而使布雷潜艇的需求量相应增加。德意志帝国海军潜艇监察局（Inspektion des U-Bootwesens）的开发部门留意到了这一点，遂以UB-II型为基础，按照兼顾布雷效率和生产速度的要求，以41号工程的名义设计了UC-II型潜艇。为了弥补前型UC-I型的缺陷，UC-II型艇不仅更大，而且采用双轴推进系统。然而，与前型最主要的区别在于，UC-II型艇重新运用了双壳体结构。但它并非纯粹的双体潜艇，而是一种中间过渡型；因为外层没有封闭耐压壳体，而是作为鞍形水柜附在上方。
UC-27号是64艘UC-II型方案的其中一艘。这个亚型的艇体结构与UB-II型类似，但体积更大，全长为49.45米，并有3.68米的吃水深度；由于不再考虑铁路运输的装载限界，舷宽也得以增至5.22米。其水上和水下排水量分别为400吨和480吨。艇只采用两台猛狮六缸四冲程500匹公制馬力（370千瓦特）柴油机用于水面运行，以及两台460匹公制馬力（340千瓦特）的西门子-舒克特电动发电机用于水下航行；水面最高航速11.6節（21.5每小時），水下6.6節（12.2每小時）；能够在水面以7節（13每小時）航速续航9,260海里（17,150），或以4節（7.4每小時）连续在水下航行53海里（98）而无需充电。其潜没需时约为48秒，能够在50米的深度下运作。
作为布雷潜艇，UC-27号改将六具布雷滑射槽安装在艇体前部，每具储存井内的水雷数量增至3枚，即合共18枚UC200型水雷。布雷时只需将存储井底部的盖板打开，水雷便可凭借自身重量滑入水中。随着滑射槽长度增加，艇体艏楼的上层建筑被抬高，上层建筑与司令塔之间的凹陷处布置了一门88毫米30倍径速射炮作为甲板炮。但由于位置相对较低，火炮甲板在恶劣海况下很容易被涌浪淹没。此外，UC-27号还装备有三具500毫米鱼雷发射管，这极大提升了潜艇的攻击能力。其中艇艏两具外置在两侧、艇艉一具则为内置式，并可搭载合共7枚G6型鱼雷。其标准船员编制为3名军官及23名水兵。

## 历史
UC-27号是汉堡伏尔铿船厂承建的首批（UC-25至UC-33号）UC-II型潜艇的三号艇，由国家海军办公室于1915年8月29日订购，建造编号为66。它于1916年6月28日新船下水，至同年7月25日在曾执掌UC-4和UB-31号的艇长、海军中尉卡尔·费斯佩尔的指挥下正式入役，随即展开海试。继费斯佩尔之后，还有三人曾担任UC-27号艇长，其中包括后来的纳粹德国情报机关阿勃韦尔主管、海军上将威廉·卡纳里斯（1917年11月28日－1918年1月14日）。该艇于9月15日加入驻利鲍的库尔兰区舰队，主要在瑟尔韦半岛和里加湾展开巡逻。它在爱沙尼亚的雷瓦尔、俄属芬兰大公国的波的尼亚湾、伴侣岛和蒂泰尔萨里岛周边水域都有布下雷区。在此期间，共造成6艘俄国舰船触雷，包括4艘军舰和2艘商船，沉没总吨位为5565吨；而作为一战期间遭U艇袭击的最大型舰船之一的俄罗斯帝国海军装甲巡洋舰留里克号尽管排水量高达15544吨，但它于1916年11月19日在苏尔岛附近触雷后仅严重受损，并未沉没。
1917年4月3日，UC-27号从黑尔戈兰岛出发，经由奥克尼群岛和爱尔兰岛西岸前往地中海。在途中，它曾在葡萄牙的里斯本附近布下雷区，并在接连击沉8艘商船（8724总吨）后，于1917年5月3日抵达奥匈帝国军港普拉，并加入驻当地的普拉区舰队（后改称地中海区舰队）。在地中海服役期间，UC-27号参与了地中海潜艇战，曾分别于突尼斯的加贝斯湾、阿尔及利亚的菲利普维尔、吉杰勒、贝贾亚、法国的博杜克角、阿格德角、利翁湾、马赛和旺德尔港以及突尼斯至格利特群岛之间的海峡和斯凯尔基沙洲等多处海域展开布雷巡逻，合共击沉协约国或中立国的45艘商船和1艘军舰，累计总吨位达61992吨。其中，体积最大的是容积总吨为9621吨的英国客轮木尔坦号（Mooltan），它于1917年7月26日从马耳他前往马赛的途中，在距塞拉特角西北偏北约53海里（98）处遭UC-27号发射鱼雷击沉；而最后一艘受害者则是排水量为100吨、隶属法国海军的鱼雷艇325号（Torpilleur N° 325），它于战后的1919年1月22日在克肯纳群岛入口处触雷沉没，造成艇上18名官兵罹难。
1918年10月，随着奥匈帝国解体并退出战争，地中海区舰队的所有适航潜艇都必须突破封锁遣回德国，以免落入敌手。UC-27号成为最后一批返程的德国U艇之一，于10月29日从普拉出发，至1918年11月29日才抵达基尔，彼时战争已经结束。根据对德停战协定的要求，UC-27号于1919年2月3日被引渡至英国哈维奇正式向协约国投降，后移交法国，至1921年7月在朗代诺拆解报废。

## 袭击历史摘要
| 日期           | 船名                | 船籍           | 吨位  | 结局 |
| -------------- | ------------------- | -------------- | ----- | ---- |
| 1916年10月28日 | 喀山号              | 俄罗斯帝国海军 | 580   | 击沉 |
| 1916年11月7日  | 勒托号              | 俄罗斯帝国海军 | 1260  | 击伤 |
| 1916年11月19日 | 留里克号            | 俄罗斯帝国海军 | 15544 | 击伤 |
| 1916年11月22日 | 富加斯号            | 俄罗斯帝国海军 | 150   | 击沉 |
| 1916年12月18日 | 布基号              | 俄罗斯帝国海军 | 4499  | 击沉 |
| 1916年12月21日 | 斯基夫泰特号        | 俄罗斯帝国     | 336   | 击沉 |
| 1917年4月6日   | 纳伯斯城堡号        | 英国           | 168   | 击沉 |
| 1917年4月6日   | 涅斯托尔号          | 英国           | 176   | 击沉 |
| 1917年4月12日  | 恩斯特·索菲号       | 俄罗斯帝国     | 222   | 击沉 |
| 1917年4月13日  | 卡里巴号            | 英国           | 3697  | 击沉 |
| 1917年4月15日  | 格蕾塔斯顿号        | 英国           | 3395  | 击沉 |
| 1917年4月18日  | 托马斯号            | 英国           | 132   | 击沉 |
| 1917年4月26日  | 奥古斯塔号          | 義大利王國     | 686   | 击沉 |
| 1917年4月26日  | 真纳里诺号          | 義大利王國     | 248   | 击沉 |
| 1917年6月16日  | 埃姆斯利号          | 突尼西亞       | 31    | 击沉 |
| 1917年6月16日  | 卡姆玛号            | 突尼西亞       | 18    | 击沉 |
| 1917年6月16日  | 基比拉号            | 突尼西亞       | 8     | 击沉 |
| 1917年6月16日  | 自由号              | 突尼西亞       | 12    | 击沉 |
| 1917年6月16日  | 梅特劳尼号          | 突尼西亞       | 30    | 击沉 |
| 1917年6月17日  | 阿根廷号            | 義大利王國     | 41    | 击沉 |
| 1917年6月17日  | 贝尔·安吉莉娜号     | 義大利王國     | 14    | 击沉 |
| 1917年6月17日  | 朱塞佩·S号          | 義大利王國     | 20    | 击沉 |
| 1917年6月17日  | 路易吉娜号          | 義大利王國     | 19    | 击沉 |
| 1917年6月17日  | 圣安东尼奥五号      | 義大利王國     | 23    | 击沉 |
| 1917年6月18日  | 贝蒂娜好            | 義大利王國     | 140   | 击沉 |
| 1917年6月18日  | 比安卡·B号          | 義大利王國     | 329   | 击沉 |
| 1917年6月18日  | 莱蒂齐亚·C号        | 義大利王國     | 136   | 击沉 |
| 1917年6月18日  | 玛丽埃塔·B号        | 義大利王國     | 53    | 击沉 |
| 1917年6月18日  | 保利纳·阿伊达号     | 義大利王國     | 250   | 击沉 |
| 1917年6月19日  | 阿玛莉亚号          | 義大利王國     | 22    | 击沉 |
| 1917年6月19日  | 安东尼奥·巴尔比号   | 義大利王國     | 25    | 击沉 |
| 1917年6月19日  | 多梅尼卡·马德雷号   | 義大利王國     | 51    | 击沉 |
| 1917年6月19日  | 米凯利纳号          | 義大利王國     | 34    | 击沉 |
| 1917年6月19日  | 玫瑰颂号            | 義大利王國     | 31    | 击沉 |
| 1917年6月19日  | 拉斐罗号            | 義大利王國     | 24    | 击沉 |
| 1917年6月19日  | 罗西内拉号          | 義大利王國     | 27    | 击沉 |
| 1917年6月19日  | S·温琴佐·法拉利·P号 | 義大利王國     | 52    | 击沉 |
| 1917年6月19日  | 圣安东尼奥号        | 義大利王國     | 28    | 击沉 |
| 1917年6月19日  | 圣若翰保弟斯大号    | 義大利王國     | 32    | 击沉 |
| 1917年6月20日  | 鲁佩拉号            | 英国           | 4232  | 击沉 |
| 1917年6月23日  | 朱尔号              | 法國           | 49    | 击沉 |
| 1917年7月26日  | 木尔坦号            | 英国           | 9621  | 击沉 |
| 1917年8月6日   | 卡德拉53号          | 突尼西亞       | 20    | 击沉 |
| 1917年8月7日   | 埃森普拉雷号        | 義大利王國     | 999   | 击沉 |
| 1917年9月12日  | 直布罗陀号          | 英国           | 3803  | 击沉 |
| 1917年9月16日  | 安妮娜·卡帕诺号     | 義大利王國     | 250   | 击沉 |
| 1917年9月17日  | 欧金尼奥·D号        | 義大利王國     | 99    | 击沉 |
| 1917年9月17日  | 穆基奥号            | 義大利王國     | 137   | 击沉 |
| 1917年9月23日  | 华金娜号            | 西班牙         | 69    | 击沉 |
| 1917年9月23日  | 梅迭号              | 法國           | 4770  | 击沉 |
| 1918年2月26日  | 莫尔特比号          | 英国           | 3977  | 击沉 |
| 1918年2月27日  | 玛卡翁号            | 英国           | 6738  | 击沉 |
| 1918年2月28日  | 萨伏伊人号          | 法國           | 30    | 击沉 |
| 1918年3月4日   | 麦克弗森氏族号      | 英国           | 4779  | 击沉 |
| 1918年3月8日   | 艾尔号              | 英国           | 3050  | 击沉 |
| 1918年5月1日   | 马蒂亚娜号          | 英国           | 5313  | 击沉 |
| 1918年8月13日  | 拉绍萨德号          | 法國           | 4494  | 击沉 |
| 1918年8月23日  | 澳大利亚运输号      | 英国           | 4784  | 击沉 |
| 1918年8月25日  | 威灵顿尼亚号        | 英国           | 3228  | 击沉 |
| 1919年1月22日  | 鱼雷艇325号         | 法国海军       | 100   | 击沉 |

## 脚注
1. 1 2 3 4 5  Helgason, Guðmundur. . German and Austrian U-boats of World War I - Kaiserliche Marine - Uboat.net.   [2015-07-08].
2. ↑  Tarrant，第173頁.
3. 1 2  Helgason, Guðmundur. . German and Austrian U-boats of World War I - Kaiserliche Marine - Uboat.net.   [2022-08-24].
4. ↑  Helgason, Guðmundur. . German and Austrian U-boats of World War I - Kaiserliche Marine - Uboat.net.   [2022-08-24].
5. 1 2  Helgason, Guðmundur. . German and Austrian U-boats of World War I - Kaiserliche Marine - Uboat.net.   [2022-08-24].
6. ↑  Helgason, Guðmundur. . German and Austrian U-boats of World War I - Kaiserliche Marine - Uboat.net.   [2022-08-24].
7. ↑  陈进，第48頁.
8. 1 2  Gröner 1991，第31-32頁.
9. ↑  陈进，第46頁.
10. ↑  NARS，第102頁.
11. 1 2 3  Helgason, Guðmundur. . German and Austrian U-boats of World War I - Kaiserliche Marine - Uboat.net.   [2014-12-07].
12. ↑  Helgason, Guðmundur. . German and Austrian U-boats of World War I - Kaiserliche Marine - Uboat.net.   [2009-04-14].
13. ↑  Helgason, Guðmundur. . German and Austrian U-boats of World War I - Kaiserliche Marine - Uboat.net.   [2022-08-23].
14. ↑  NARS，第102-103頁.
15. ↑  . Naval History.   [2013-01-24]. （原始内容存档于2022-03-24）.
16. ↑  Helgason, Guðmundur. . German and Austrian U-boats of World War I - Kaiserliche Marine - Uboat.net.   [2022-08-23].
17. ↑  Helgason, Guðmundur. . German and Austrian U-boats of World War I - Kaiserliche Marine - Uboat.net.   [2022-08-23].
18. ↑  NARS，第103頁.
19. ↑  Dodson & Cant，第131頁.